# Богуславская, Анна Александровна
Анна Александровна Богуславская (род. 1 июля 1963, Находка, Приморский край) — российский режиссёр кино и телевидения, кандидат искусствоведения, доцент кафедры режиссуры кино и телевидения РГИСИ, доцент кафедры режиссуры телевидения СПбГИКИТ 

## Биография
Анна Александровна Богуславская родилась 1 июля 1963 года в городе Находка Приморского края (отец — Курилов Александр Григорьевич, мать — Курилова Нина Ивановна).
После окончания школы уехала в Ленинград. В 1987 году закончила Ленинградский политехнический институт (ныне — Санкт-Петербургский политехнический университет).
В 1990 году поступила в ЛГИТМиК имени Н. К. Черкасова, на специальность «Режиссёр телевидения».
В 2010 году с отличием закончила аспирантуру Санкт-Петербургской Государственной Академии театрального искусства.
Больше двадцати лет проработала режиссёром-постановщиком в студии Пятый канал (Россия). За это время Богуславской было придумано и снято более пятисот программ и телепередач.
Режиссёр крупнейших Санкт-Петербургских и Российских прямых телетрансляций: 9 мая, Шествие ветеранов по Невскому проспекту, Рождественские и пасхальные богослужения из Казанского кафедрального собора, День города, День ВМФ, праздник выпускников — «Алые паруса», «Эстафета Олимпийского огня в Санкт-Петербурге», международная регата «Volvo Ocean Race — 2009», «ТЭФИ — 2009» и др.
С 2010 года режиссёр-постановщик игровых телесериалов, которые демонстрируются на различных Российских каналах (Россия-1, НТВ, ТВ-центр, 5 канал и других)
Лауреат конкурсов «ТЭФИ», «Сезам», «Золотое перо», «Культура на ТВ»
С 1995 года преподаёт режиссуру и мастерство актёра в РГИСИ, доцент кафедры «Режиссуры телевидения», с 2020 года мастер режиссёрского курса.

## Личная жизнь
Есть сын Михаил (Misha Boguslavsky) от первого брака, второй муж Борис Гершт (советский и российский режиссёр, телеведущий, поэт)

## Творчество
Документальные фильмы
- 1992 — «Окуджава. Судьба, судьбы, судьбе»
- 1992 — «Евтушенко. Нет лет»
- 1993 — «Товстоногов. Истории, услышанные из суфлёрской будки»
- 1995 — «День имени Нобеля»
- 1996 — «Беатрикс — королева Голландцев»
- 1997 — «Анна Павловна»
- 1997 — «Я другое дерево. Антон Адасинский»
- 1999 — «Бандеровцы. Война без правил» (НТВ)

Цикловые документальные фильмы
- 1998 — «Окно в мир»
- 2001 — «История одного города»
- 2001 — «Спутницы великих»
- 2008 — «Живая история» («Дети победы», «Дело Степанторга»)
- 2010 — «Опасный Ленинград» (докудрама)

Игровые сериалы
- 2011 — «Оплачено любовью» (студия «Панорама», эфир каналов «Россия», «Интер», «Русский бестселлер»)
- 2011 — «Улицы разбитых фонарей-11» (производство студии «Граффити фильм-продакшн», эфир канала НТВ)
- 2010 — «Опасный Ленинград» («5 канал»)
- 2015 — «Шаманка» (студия «Панорама», эфир каналов «Россия», «Интер», «Русский бестселлер»)
- 2015 — «Морские дьяволы. Смерч. Судьбы» (студия «Гамма-продакшн» для канала НТВ)
- 2016 — «Народный детектив» (студия PC- promotion для 5-го канала)
- 2017 — «Семейные радости Анны» (студия «Панорама» для канала «ТВ-центр»)

Автор сценария
- 1993 — «Романс о Санта Крусе»